# Jure Loboda
Jure Loboda (* 16. Mai 1992 in Ljubljana) ist ein slowenischer Fußballspieler.

## Karriere
Er startete seine Karriere beim ND Ilirija 1911. Zur Saison 2011/12 wechselte er zum Erstligisten NK Triglav Kran. Bei diesen spielte er ein halbes Jahr und absolvierte drei Spiele in der 1. SNL, bevor er auf Leihbasis im Januar 2012 zum Stadtrivalen NK Kranj wechselte. Zur Saison 2012/13 kehrte er zu Ilirija zurück. In Ljubljana spielte er ein halbes Jahr, bevor er am letzten Tag der Winter-Transferperiode 2013/2014, am 31. Januar 2013, zum deutschen Bezirksligisten VfL Waldkraiburg ging. Diesen sollte er dann im März 2015 verlassen und war dann erst einmal bis August desselben Jahres vereinslos. Danach schloss er sich ein weiteres Mal Ilirija an und sollte dort auch bis zum Ende der laufenden Saison verbleiben. Zur Saison 2016/17 wechselte er dann nach Österreich zum sechstklassigen FC Hermagor. Nach 17 Einsätzen für Hermagor in der 1. Klasse kehrte er im März 2018 wieder zurück nach Slowenien, dieses Mal wechselte er zum Drittligisten NK Komenda.
Zur Saison 2018/19 wechselte er ein zweites Mal nach Österreich, diesmal schloss er sich dem sechstklassigen SVU Kapfenstein aus der Steiermark an. Mit Kapfenstein musste er zu Saisonende allerdings in die Gebietsliga absteigen. In zwei Spielzeiten für die Steirer kam er zu 34 Einsätzen. Zur Saison 2020/21 wechselte Loboda nach Kärnten zu den fünftklassigen SF Rückersdorf.